# Otplinjač
Otplinjač ili deaerator je uređaj u kojem se vrši toplinsko otplinjavanje napojne vode, gdje se voda zagrijava u direktnom kontaktu s parom, prilikom čega se smanjuje topivost kisika u vodi iz koje se on na taj način otplinjava. Toplinsko otplinjavanje ili otplinjavanje napojne vode spada u postupak toplinske obrade napojne vode, kojemu je osnovni cilj da se iz nje odstrani otopljeni kisik O2 i ugljikov dioksid CO2 (zrak iz vode), te tako spriječi njegovo korozivno djelovanje u sustavu proizvodnje pare u termoelektranama. Toplinsko otplinjivanje se vrši u otplinjačima ili deaeratorima gdje se voda zagrijava u direktnom kontaktu s parom, prilikom čega se smanjuje topivost kisika u vodi iz koje se on na taj način otplinjava. Za potpunije odvajanje otopljena kisika iz napojne vode koriste se i kemikalije, kao hidrazin (N2H4) koji djeluje prema sljedećoj reakciji: 
N2H4 + O2 = 2 H2O + N2
Topivost plinova u vodi smanjuje se s porastom njene temperature i pada na najmanju vrijednost kod temperature vrelišta. Stoga se u otplinjaču, direktnim miješanjem s parom u protustrujnome strujanju, te uz raspršivanje, voda zagrijava do temperature isparivanja što odgovara tlaku koji vlada u njemu.